# Cucutenicultuur
De Cucutenicultuur of Trypilliacultuur is een laatneolithische cultuur die haar bloeitijd beleefde tussen ca. 4500 v.Chr. en 3000 v.Chr.
Het verspreidingsgebied omvatte Roemenië, Moldavië en het gebied rond de Dnjestr in Oekraïne, met een uitloper in het noordoosten tot aan de Dnjepr.
De cultuur is sinds 1884 bekend in Roemenië, genoemd naar de Roemeense vindplaats Cucuteni, waar de eerste nederzettingen zijn ontdekt. In 1897 werd bij het Oekraïense dorp Trypillia (Трипiлля; Russisch: Триполье Tripolje) een vergelijkbare locatie ontdekt. Er zijn nu ongeveer 2000 vindplaatsen bekend, variërend van dorpjes tot grote nederzettingen met honderden woningen, omgeven door meerdere greppels.
De Cucutenicultuur is, naast de Vinčacultuur, een van de vroegste voorbeelden in Europa van een stedelijke cultuur. Er zijn aanwijzingen dat er aan landbouw werd gedaan en aan veeteelt, vooral rundvee maar geiten/schapen en varkens werden ook gehouden. Wild komt geregeld voor bij de resten van dieren. Een aardewerken beeldje van een os met vier wielen werd gedateerd op 3950 tot 3650 v.Chr.
Volgens de koerganhypothese zou de taal van deze cultuur mogelijk Indo-Europees geweest zijn. In elk geval zouden er invloeden zijn van de Indo-Europese jamnacultuur. Het aardewerk is echter verwant met dat van de voor-Indo-Europese bandkeramische cultuur.
De grootste verzameling artefacten uit de Cucutenicultuur is te vinden in het Archeologisch Museum van Piatra Neamț in Roemenië.